# قائمة حروب لبنان
قائمة الحروب والمعارك التي شاركت فيها لبنان (حسب التسمية الشائعة في لبنان).
| الصراع                                       | الطرف الأول | الطرف الثاني | النتيجة |
| -------------------------------------------- | --- | --- | --- |
| الحرب العربية الإسرائيلية الأولى (1948–1949) | مصر · العراق · الأردن · سوريا · لبنان · السعودية · جيش الجهاد المقدس · جيش الإنقاذ العربي                                                    | إسرائيل | هزيمة - توقّف الهجوم العربي، فشل التعبئة العسكرية والاستراتيجية العربية. - هدنة 1949؛ إسرائيل تستولي على الأراضي المخصصة لها بموحب قرار تقسيم فلسطين إضافة إلى استيلائها على 50% من الأرض المخصصة للدولة العربية الفلسطينية. - ضم الضفة الغربية من قبل الأردن وإدارة قطاع غزة من قبل مصر. |
| أزمة لبنان (1958)                            | لبنان · الولايات المتحدة | المرابطون · الحزب التقدمي الاشتراكي | انتصار الحكومة - شُكلت حكومة توافق. |
| حرب 1967 (1967)                              | مصر · سوريا · الأردن · العراق · لبنان · السودان · الجزائر                                                                                    | إسرائيل | هزيمة - احتلت إسرائيل قطاع غزة وسيناء والضفة الغربية ومرتفعات الجولان. |
| الحرب الأهلية اللبنانية (1975–1990)          | الجبهة اللبنانية · سوريا ميليشيا نمور الأحرار · تيار المردة إسرائيل · جيش لبنان الجنوبي الولايات المتحدة · فرنسا · إيطاليا · المملكة المتحدة | الحركة الوطنية اللبنانية · جبهة المقاومة الوطنية اللبنانية · حركة أمل · الحزب الشيوعي اللبناني · الحزب السوري القومي الاجتماعي · منظمة التحرير الفلسطينية حزب الله · حركة التوحيد الإسلامي سوريا · جيش التحرير الفلسطيني · قوات الردع العربية | اتفاق الطائف - طرد منظمة التحرير الفلسطينية من لبنان. - سيطرة الجيش السوري على معظم أرجاء لبنان. - الصراع في جنوب لبنان (1982-2000). |
| الصراع في جنوب لبنان (1985–2000)             | حزب الله · حركة أمل · جبهة المقاومة الوطنية اللبنانية                                                                                        | إسرائيل · جيش لبنان الجنوبي | انتصار حزب الله - الانسحاب الإسرائيلي من جنوب لبنان. |
| حرب تموز (2006)                              | حزب الله | إسرائيل | مأزق - تقدم للجيش اللبناني في جنوب لبنان. |
| تمرد فتح الاسلام (2007)                      | لبنان | مجموعة فتح الإسلام · جند الشام | انتصار - هزيمة المسلحين. |
| إمتداد حرب سوريا في لبنان (2011-2016)        | لبنان · حزب الله | جبهة فتح الشام · داعش | انتصار - هزيمة المسلحين |